# Priam (pomme)
Pour les articles homonymes, voir Priam (homonymie).
Priam est un cultivar de pommier domestique.
Nom botanique: Malus domestica Borkh Priam

## Origine
1951, station expérimentale d'agriculture de l'université de Perdue, Lafayette, Indiana, États-Unis

## Parenté
Pedigree: PRI 14-126 (une Golden Delicious résistante) x Jonathan.
Descendants:
- Judaine
- Judeline

## Description
- Usage : pomme à dessert
- Couleur de la peau : rouge brillant sur fond vert-jaune
- Chair : jaune, juteuse, assez forte acidité
- Pédoncule : court

## Culture
- Conservation : 3 mois à 2 °C